# بالاساراسواتی
تانجور بالاساراسواتی (انگلیسی: Balasaraswati؛ ۱۳ مه ۱۹۱۸ – ۹ فوریه ۱۹۸۴) رقصنده مشهور اهل هند بود.
وی همچنین برندهٔ جوایزی همچون کمک‌هزینه گوگنهایم شده‌است.
او در فیلم بالا بازی کرده‌است.